# Stigmella torminalis
Stigmella torminalis is een vlinder uit de familie dwergmineermotten (Nepticulidae). De wetenschappelijke naam is voor het eerst geldig gepubliceerd in 1890 door Wood.
De soort komt voor in Europa.